# Благодать (Родина)
«Благодать» (англ. «Grace») — второй эпизод телевизионного психологического триллера «Родина». Премьера состоялась на канале Showtime 9 октября 2011 года.
Броуди начинает проявлять признаки посттравматического стрессового расстройства. Кэрри продолжает шпионить за Броуди и получает новые вести о деятельности Абу Назира.

## Сюжет
Броуди (Дэмиэн Льюис) просыпается в панике от ночного кошмара, в котором его охранники из «Аль-Каиды» приказывают ему похоронить его друга Тома Уокера. Он лежит в постели и рыдает, в то время как Кэрри (Клэр Дэйнс) наблюдает за ним из своего дома и делает заметки. На следующее утро, Джессика (Морена Баккарин) показывает Броуди, что у неё на руке синяки; во время сна, он схватил её за руку и что-то кричал по-арабски. Его жена и дети уходят, а Броуди остаётся один на весь день. Он забивается в угол своей спальни и сидит там молча весь день, как будто он снова в своей камере в Ираке.
Сол (Мэнди Патинкин) навещает своего старого знакомого судью (Майкл Маккин). У него очевидно что-то есть на этого судью, что позволяет ему беспрепятственно, без обращения в суд, получить ордер FISA, чтобы сделать легальным наблюдение Кэрри за Броуди. Судья, скрепя сердце, соглашается. Сол также выслушивает отчеты криптографов ЦРУ, которые не смогли расшифровать зашифрованное послание Броуди, если это действительно зашифрованное послание. Затем Сол представляет Кэрри ордер, временно легализующий её наблюдение, который будет действителен в течение четырёх недель. Кэрри сообщает о странном поведении Броуди Солу, который говорит, что если бы Броуди действительно переметнулся к врагам, тогда он бы изображал из себя героя в СМИ.
Линн Рид (Брианна Браун), помощница и любовница принца Фарида Бен Аббуда (Амир Арисон) Саудовской Аравии, проводит кастинг молодых женщин в Вашингтоне О. К. для гарема принца. Она звонит в спа-салон, чтобы записаться на приём. На самом деле, вызов принимается дежурным офицером ЦРУ, которая сообщает о звонке Кэрри, так как Линн является информатором ЦРУ, работающей на Кэрри. На следующий день, Кэрри встречается с Линн в спа-салоне. Линн раскрывает, что она засняла принца Фарида, встречающего Абу Назира. Кэрри сообщает об этих событиях Дэвиду Эстесу (Дэвид Хэрвуд) и просит у агентства защиты для Линн. Эстес доволен выводом, но отказывает в защите. Он говорит Кэрри, чтобы Линн скачала содержание телефона принца.
Броуди находится на кухне, когда он замечает репортёра, притаившегося в его двору. Он выходит и говорит репортёру, что у него десять секунд, чтобы убраться с его собственности. Репортёр пользуется этой возможностью, чтобы начать задавать Броуди несколько вопросов. Броуди жестоко ударяет его в горло, его сын Крис (Джексон Пэйс) в ужасе наблюдает за этим. Броуди, дезориентированный и потрясенный происшедшим, уходит от дома, но в конце концов, оказывается в торговом центре. Он заходит в хозяйственный магазин и осматривается некоторое время, прежде чем в конце концов взять небольшой ковёр. Поздно вечером Броуди возвращается домой, входит в гараж и оставляет там сумку из хозяйственного магазина. Кэрри и Вёрджил (Дэвид Марчиано) наблюдают за ним, но Вёрджил признаёт, что они не установили камеры в гараже. Майк (Диего Клаттенхофф) разговаривает с Броуди после ужина, предлагая ему вернуться на службу, где у Броуди будет возможность получить повышение и материальную заботу. Броуди оскорбляется на предложение и высказывает Майку, что те, кто выше, хотят, чтобы Броуди был «парнем с обложки». Он гневно заявляет — дни, когда он подчинялся приказам американского правительства окончены.
Линн выходит из гостиницы, когда она сталкивается на Вёрджилом, который якобы случайно проливает на неё чай. Она идёт в туалетную комнату, чтобы привести в порядок блузку, там её ждет Кэрри. Она даёт Линн устройство, необходимое для загрузки данных из телефона принца. Кэрри успокаивает Линн, которая чувствует себя не «в своей тарелке», обманывая её в том, что она находится под круглосуточной охраной.
Кэрри навещает свою сестру Мэгги (Эми Харгривз). Мэгги работает психиатром, и она тайком берет антипсихотические препараты, чтобы давать их Кэрри. Мэгги выражает озабоченность по поводу того, что она ставит под угрозу свою медицинскую практику, но Кэрри говорит, что у неё нет другого выхода, как если бы она сама искала иной вид лечения, её секрет был бы раскрыт, и она наверняка потеряла бы свою благонадёжность в ЦРУ. Мэгги даёт ей недельный запас таблеток.
Во флэшбеке показано период, когда Бруди находится в плену. Броуди выходит из своей камеры и казалось бы удивлён тем, что ему можно свободно ходить. Он попадает в комнату, полную молящихся мусульман и останавливается, чтобы понаблюдать за ними. В наше время, Броуди направляется в гараж. Он расстилает свой недавно приобретённый ковёр на пол, становится на нём на колени; он молится, читая Аль-Фатиху из Корана. Позже в этот же день, Броуди выходит на улицу в полном обмундировании, чтобы поговорить со всеми СМИ, разбившими «лагерь» у его домом. Кэрри наблюдает за камерами и взволнованно звонит Солу и говорит ему: «Всё как ты и говорил. Он начал разыгрывать героя».

## Производство
Телесценарий эпизода был написан соисполнительным продюсером Александром Кэри, а как автор сюжета был указан сосоздатель сериала Алекс Ганса. Исполнительный продюсер Майкл Куэста снял эпизод, его второй эпизод из четырёх в первом сезоне.

## Реакция

### Рейтинги
Эпизод посмотрело 940 000 зрителей, на 10% ниже чем у пилотного эпизода.

### Рецензии
Скотт Коллура из IGN дал «Благодати» рейтинг 8/10, и похвалил развитие двух главных персонажей. Алан Сепинуолл из HitFix почувствовал, что эпизод успешно сохранил обещание и высокое качество пилота.